# Lista över fornlämningar i Norrtälje kommun (Lohärad)
Lista över fornlämningar i Norrtälje kommun (Lohärad) är en förteckning av ett urval av de fornlämningar som finns i Lohärad i Norrtälje kommun.
| Namn                         | Lämningstyp                 | Tillkomsttid | Historisk indelning | Plats | Läge                 | ID-nr          | Bild                                      |
| ---------------------------- | --------------------------- | ------------ | ------------------- | ----- | -------------------- | -------------- | ----------------------------------------- |
| Lohärad 1:1                  | Gravfält                    |              | Lohärad, Uppland    |       | 59.802121, 18.601354 | 10004500010001 | Ladda upp en bild av detta fornminne      |
| Lohärad 2:1                  | Stensättning                |              | Lohärad, Uppland    |       | 59.804653, 18.599606 | 10004500020001 | Ladda upp en bild av detta fornminne      |
| Lohärad 3:1                  | Gravfält                    |              | Lohärad, Uppland    |       | 59.800888, 18.600435 | 10004500030001 | Ladda upp en bild av detta fornminne      |
| Lohärad 4:1                  | Gravfält                    |              | Lohärad, Uppland    |       | 59.799185, 18.598838 | 10004500040001 | Ladda upp en bild av detta fornminne      |
| Lohärad 9:1                  | Gravfält                    |              | Lohärad, Uppland    |       | 59.791827, 18.566063 | 10004500090001 | Ladda upp en bild av detta fornminne      |
| Lohärad 10:1                 | Gravfält                    |              | Lohärad, Uppland    |       | 59.805325, 18.581314 | 10004500100001 | Ladda upp en bild av detta fornminne      |
| Lohärad 11:1                 | Hög                         |              | Lohärad, Uppland    |       | 59.802060, 18.576614 | 10004500110001 | Ladda upp en bild av detta fornminne      |
| Lohärad 12:1                 | Gravfält                    |              | Lohärad, Uppland    |       | 59.789528, 18.579599 | 10004500120001 | Ladda upp en bild av detta fornminne      |
| Lohärad 13:1                 | Gravfält                    |              | Lohärad, Uppland    |       | 59.788659, 18.577872 | 10004500130001 | Ladda upp en bild av detta fornminne      |
| Lohärad 14:1                 | Gravfält                    |              | Lohärad, Uppland    |       | 59.787372, 18.578859 | 10004500140001 | Ladda upp en bild av detta fornminne      |
| Lohärad 16:1                 | Gravfält                    |              | Lohärad, Uppland    |       | 59.787092, 18.576346 | 10004500160001 | Ladda upp en bild av detta fornminne      |
| Lohärad 17:1                 | Röse                        |              | Lohärad, Uppland    |       | 59.786278, 18.597819 | 10004500170001 | Ladda upp en bild av detta fornminne      |
| Lohärad 18:1                 | Stensättning                |              | Lohärad, Uppland    |       | 59.788987, 18.603168 | 10004500180001 | Ladda upp en bild av detta fornminne      |
| Lohärad 19:1                 | Stensättning                |              | Lohärad, Uppland    |       | 59.788127, 18.602355 | 10004500190001 | Ladda upp en bild av detta fornminne      |
| Lohärad 21:1                 | Gravfält                    |              | Lohärad, Uppland    |       | 59.811919, 18.578763 | 10004500210001 | Ladda upp en bild av detta fornminne      |
| Lohärad 24:1                 | Gravfält                    |              | Lohärad, Uppland    |       | 59.809845, 18.571915 | 10004500240001 | Ladda upp en bild av detta fornminne      |
| Lohärad 25:1                 | Gravfält                    |              | Lohärad, Uppland    |       | 59.807522, 18.571971 | 10004500250001 | Ladda upp en bild av detta fornminne      |
| Lohärad 26:1                 | Runristning                 |              | Lohärad, Uppland    |       | 59.807079, 18.560064 | 10004500260001 | Ladda upp en till bild av detta fornminne |
| Lohärad 27:1                 | Gravfält                    |              | Lohärad, Uppland    |       | 59.810657, 18.559795 | 10004500270001 | Ladda upp en bild av detta fornminne      |
| Lohärad 28:2                 | Stensättning                |              | Lohärad, Uppland    |       | 59.812322, 18.559829 | 10004500280002 | Ladda upp en bild av detta fornminne      |
| Lohärad 28:3                 | Stensättning                |              | Lohärad, Uppland    |       | 59.812275, 18.560038 | 10004500280003 | Ladda upp en bild av detta fornminne      |
| Lohärad 29:1                 | Gravfält                    |              | Lohärad, Uppland    |       | 59.812526, 18.544146 | 10004500290001 | Ladda upp en bild av detta fornminne      |
| Lohärad 30:1                 | Gravfält                    |              | Lohärad, Uppland    |       | 59.813586, 18.545327 | 10004500300001 | Ladda upp en bild av detta fornminne      |
| Lohärad 32:1                 | Stensättning                |              | Lohärad, Uppland    |       | 59.788238, 18.603442 | 10004500320001 | Ladda upp en bild av detta fornminne      |
| Lohärad 33:101               | Gravfält                    |              | Lohärad, Uppland    |       | 59.806580, 18.556801 | 10004500330101 | Ladda upp en bild av detta fornminne      |
| Lohärad 33:201               | Stensättning                |              | Lohärad, Uppland    |       | 59.806572, 18.557376 | 10004500330201 | Ladda upp en bild av detta fornminne      |
| Lohärad 34:1                 | Gravfält                    |              | Lohärad, Uppland    |       | 59.805680, 18.554940 | 10004500340001 | Ladda upp en bild av detta fornminne      |
| Borgen (Lohärad 35:1)        | Fornborg                    |              | Lohärad, Uppland    |       | 59.806306, 18.544077 | 10004500350001 | Ladda upp en bild av detta fornminne      |
| Lohärad 36:1                 | Gravfält                    |              | Lohärad, Uppland    |       | 59.805842, 18.545813 | 10004500360001 | Ladda upp en bild av detta fornminne      |
| Lohärad 38:1                 | Röse                        |              | Lohärad, Uppland    |       | 59.814668, 18.538618 | 10004500380001 | Ladda upp en bild av detta fornminne      |
| Lohärad 39:1                 | Gravfält                    |              | Lohärad, Uppland    |       | 59.816237, 18.545714 | 10004500390001 | Ladda upp en bild av detta fornminne      |
| Lohärad 40:1                 | Röse                        |              | Lohärad, Uppland    |       | 59.820969, 18.543506 | 10004500400001 | Ladda upp en bild av detta fornminne      |
| Lohärad 42:1                 | Röse                        |              | Lohärad, Uppland    |       | 59.822323, 18.538551 | 10004500420001 | Ladda upp en bild av detta fornminne      |
| Lohärad 42:2                 | Röse                        |              | Lohärad, Uppland    |       | 59.822410, 18.537990 | 10004500420002 | Ladda upp en bild av detta fornminne      |
| Lohärad 42:3                 | Röse                        |              | Lohärad, Uppland    |       | 59.822516, 18.538026 | 10004500420003 | Ladda upp en bild av detta fornminne      |
| Lohärad 43:1                 | Gravfält                    |              | Lohärad, Uppland    |       | 59.783943, 18.556310 | 10004500430001 | Ladda upp en bild av detta fornminne      |
| Lohärad 44:1                 | Röse                        |              | Lohärad, Uppland    |       | 59.823579, 18.544314 | 10004500440001 | Ladda upp en bild av detta fornminne      |
| Lohärad 46:1                 | Gravfält                    |              | Lohärad, Uppland    |       | 59.805641, 18.576319 | 10004500460001 | Ladda upp en bild av detta fornminne      |
| Lohärad 47:1                 | Grav markerad av sten/block |              | Lohärad, Uppland    |       | 59.804202, 18.587702 | 10004500470001 | Ladda upp en bild av detta fornminne      |
| Lohärad 48:1                 | Gravfält                    |              | Lohärad, Uppland    |       | 59.800611, 18.562233 | 10004500480001 | Ladda upp en bild av detta fornminne      |
| Lohärad 49:1                 | Gravfält                    |              | Lohärad, Uppland    |       | 59.799448, 18.571787 | 10004500490001 | Ladda upp en bild av detta fornminne      |
| Lohärad 50:1                 | Gravfält                    |              | Lohärad, Uppland    |       | 59.796966, 18.565076 | 10004500500001 | Ladda upp en bild av detta fornminne      |
| Lohärad 51:1                 | Röse                        |              | Lohärad, Uppland    |       | 59.797734, 18.533014 | 10004500510001 | Ladda upp en bild av detta fornminne      |
| Lohärad 52:1                 | Gravfält                    |              | Lohärad, Uppland    |       | 59.800013, 18.530017 | 10004500520001 | Ladda upp en bild av detta fornminne      |
| Lohärad 54:1                 | Runristning                 |              | Lohärad, Uppland    |       | 59.786857, 18.563027 | 10004500540001 | Ladda upp en bild av detta fornminne      |
| Lohärad 54:2                 | Runristning                 |              | Lohärad, Uppland    |       | 59.786847, 18.562996 | 10004500540002 | Ladda upp en bild av detta fornminne      |
| Lohärad 55:101               | Gravfält                    |              | Lohärad, Uppland    |       | 59.783083, 18.562932 | 10004500550101 | Ladda upp en bild av detta fornminne      |
| Lohärad 55:201               | Gravfält                    |              | Lohärad, Uppland    |       | 59.783788, 18.563134 | 10004500550201 | Ladda upp en bild av detta fornminne      |
| Lohärad 56:1                 | Hög                         |              | Lohärad, Uppland    |       | 59.786275, 18.560280 | 10004500560001 | Ladda upp en bild av detta fornminne      |
| Lohärad 56:2                 | Hög                         |              | Lohärad, Uppland    |       | 59.786418, 18.560519 | 10004500560002 | Ladda upp en bild av detta fornminne      |
| Lohärad 57:1                 | Runristning                 |              | Lohärad, Uppland    |       | 59.783653, 18.554586 | 10004500570001 | Ladda upp en bild av detta fornminne      |
| Borgholmen (Lohärad 59:1)    | Fornborg                    |              | Lohärad, Uppland    |       | 59.792249, 18.478435 | 10004500590001 | Ladda upp en bild av detta fornminne      |
| Lohärad 61:1                 | Röse                        |              | Lohärad, Uppland    |       | 59.859884, 18.470152 | 10004500610001 | Ladda upp en bild av detta fornminne      |
| Lohärad 61:2                 | Stensättning                |              | Lohärad, Uppland    |       | 59.860004, 18.470395 | 10004500610002 | Ladda upp en bild av detta fornminne      |
| Lohärad 61:3                 | Stensättning                |              | Lohärad, Uppland    |       | 59.859992, 18.470590 | 10004500610003 | Ladda upp en bild av detta fornminne      |
| Lohärad 61:4                 | Stensättning                |              | Lohärad, Uppland    |       | 59.859989, 18.470797 | 10004500610004 | Ladda upp en bild av detta fornminne      |
| Lohärad 62:1                 | Röse                        |              | Lohärad, Uppland    |       | 59.859492, 18.468005 | 10004500620001 | Ladda upp en bild av detta fornminne      |
| Lohärad 62:2                 | Stensättning                |              | Lohärad, Uppland    |       | 59.859413, 18.467612 | 10004500620002 | Ladda upp en bild av detta fornminne      |
| Lohärad 62:3                 | Stensättning                |              | Lohärad, Uppland    |       | 59.859301, 18.466769 | 10004500620003 | Ladda upp en bild av detta fornminne      |
| Lohärad 63:1                 | Stensättning                |              | Lohärad, Uppland    |       | 59.856232, 18.470696 | 10004500630001 | Ladda upp en bild av detta fornminne      |
| Lohärad 64:1                 | Röse                        |              | Lohärad, Uppland    |       | 59.857305, 18.464644 | 10004500640001 | Ladda upp en bild av detta fornminne      |
| Lohärad 65:1                 | Stensättning                |              | Lohärad, Uppland    |       | 59.857321, 18.462591 | 10004500650001 | Ladda upp en bild av detta fornminne      |
| Lohärad 65:2                 | Stensättning                |              | Lohärad, Uppland    |       | 59.857566, 18.462231 | 10004500650002 | Ladda upp en bild av detta fornminne      |
| Lohärad 67:1                 | Stensättning                |              | Lohärad, Uppland    |       | 59.860088, 18.453462 | 10004500670001 | Ladda upp en bild av detta fornminne      |
| Lohärad 68:1                 | Röse                        |              | Lohärad, Uppland    |       | 59.858471, 18.461718 | 10004500680001 | Ladda upp en bild av detta fornminne      |
| Lohärad 68:2                 | Röse                        |              | Lohärad, Uppland    |       | 59.859014, 18.461595 | 10004500680002 | Ladda upp en bild av detta fornminne      |
| Lohärad 69:1                 | Gravfält                    |              | Lohärad, Uppland    |       | 59.850670, 18.467343 | 10004500690001 | Ladda upp en bild av detta fornminne      |
| Lohärad 70:1                 | Röse                        |              | Lohärad, Uppland    |       | 59.848298, 18.462996 | 10004500700001 | Ladda upp en bild av detta fornminne      |
| Lohärad 70:2                 | Stensättning                |              | Lohärad, Uppland    |       | 59.848417, 18.463222 | 10004500700002 | Ladda upp en bild av detta fornminne      |
| Lohärad 70:3                 | Stensättning                |              | Lohärad, Uppland    |       | 59.848486, 18.463175 | 10004500700003 | Ladda upp en bild av detta fornminne      |
| Lohärad 71:1                 | Gravfält                    |              | Lohärad, Uppland    |       | 59.849270, 18.464591 | 10004500710001 | Ladda upp en bild av detta fornminne      |
| Lohärad 72:1                 | Gravfält                    |              | Lohärad, Uppland    |       | 59.841839, 18.464622 | 10004500720001 | Ladda upp en bild av detta fornminne      |
| Lohärad 73:1                 | Gravfält                    |              | Lohärad, Uppland    |       | 59.844928, 18.460673 | 10004500730001 | Ladda upp en bild av detta fornminne      |
| Lohärad 74:1                 | Röse                        |              | Lohärad, Uppland    |       | 59.842478, 18.461075 | 10004500740001 | Ladda upp en bild av detta fornminne      |
| Lohärad 75:1                 | Gravfält                    |              | Lohärad, Uppland    |       | 59.846236, 18.467665 | 10004500750001 | Ladda upp en bild av detta fornminne      |
| Lohärad 76:1                 | Fornborg                    |              | Lohärad, Uppland    |       | 59.846828, 18.457804 | 10004500760001 | Ladda upp en bild av detta fornminne      |
| Lohärad 77:1                 | Röse                        |              | Lohärad, Uppland    |       | 59.779666, 18.561677 | 10004500770001 | Ladda upp en bild av detta fornminne      |
| Lohärad 78:1                 | Röse                        |              | Lohärad, Uppland    |       | 59.777289, 18.575658 | 10004500780001 | Ladda upp en bild av detta fornminne      |
| Lohärad 78:2                 | Röse                        |              | Lohärad, Uppland    |       | 59.777010, 18.574893 | 10004500780002 | Ladda upp en bild av detta fornminne      |
| Lohärad 80:1                 | Gravfält                    |              | Lohärad, Uppland    |       | 59.775924, 18.570054 | 10004500800001 | Ladda upp en bild av detta fornminne      |
| Lohärad 82:1                 | Röse                        |              | Lohärad, Uppland    |       | 59.776842, 18.568363 | 10004500820001 | Ladda upp en bild av detta fornminne      |
| Lohärad 83:1                 | Gravfält                    |              | Lohärad, Uppland    |       | 59.776583, 18.562626 | 10004500830001 | Ladda upp en bild av detta fornminne      |
| Lohärad 84:1                 | Gravfält                    |              | Lohärad, Uppland    |       | 59.771172, 18.563245 | 10004500840001 | Ladda upp en bild av detta fornminne      |
| Lohärad 85:1                 | Gravfält                    |              | Lohärad, Uppland    |       | 59.776600, 18.558617 | 10004500850001 | Ladda upp en bild av detta fornminne      |
| Lohärad 86:1                 | Gravfält                    |              | Lohärad, Uppland    |       | 59.776039, 18.557125 | 10004500860001 | Ladda upp en bild av detta fornminne      |
| Lohärad 87:1                 | Röse                        |              | Lohärad, Uppland    |       | 59.778837, 18.533439 | 10004500870001 | Ladda upp en bild av detta fornminne      |
| Lohärad 87:2                 | Stensättning                |              | Lohärad, Uppland    |       | 59.778965, 18.534076 | 10004500870002 | Ladda upp en bild av detta fornminne      |
| Lohärad 88:1                 | Runristning                 |              | Lohärad, Uppland    |       | 59.782823, 18.553466 | 10004500880001 | Ladda upp en bild av detta fornminne      |
| Lohärad 89:1                 | Hög                         |              | Lohärad, Uppland    |       | 59.783204, 18.558515 | 10004500890001 | Ladda upp en bild av detta fornminne      |
| Lohärad 90:1                 | Röse                        |              | Lohärad, Uppland    |       | 59.777326, 18.549289 | 10004500900001 | Ladda upp en bild av detta fornminne      |
| Lohärad 90:2                 | Stensättning                |              | Lohärad, Uppland    |       | 59.777324, 18.548410 | 10004500900002 | Ladda upp en bild av detta fornminne      |
| Lohärad 91:1                 | Stensättning                |              | Lohärad, Uppland    |       | 59.776559, 18.548433 | 10004500910001 | Ladda upp en bild av detta fornminne      |
| Lohärad 92:1                 | Röse                        |              | Lohärad, Uppland    |       | 59.774813, 18.549932 | 10004500920001 | Ladda upp en bild av detta fornminne      |
| Lohärad 92:2                 | Röse                        |              | Lohärad, Uppland    |       | 59.774690, 18.550254 | 10004500920002 | Ladda upp en bild av detta fornminne      |
| Lohärad 92:3                 | Röse                        |              | Lohärad, Uppland    |       | 59.774487, 18.550583 | 10004500920003 | Ladda upp en bild av detta fornminne      |
| Lohärad 92:4                 | Röse                        |              | Lohärad, Uppland    |       | 59.774453, 18.551502 | 10004500920004 | Ladda upp en bild av detta fornminne      |
| Lohärad 93:1                 | Gravfält                    |              | Lohärad, Uppland    |       | 59.773668, 18.550902 | 10004500930001 | Ladda upp en bild av detta fornminne      |
| Lohärad 94:1                 | Gravfält                    |              | Lohärad, Uppland    |       | 59.780007, 18.539230 | 10004500940001 | Ladda upp en bild av detta fornminne      |
| Lohärad 95:1                 | Röse                        |              | Lohärad, Uppland    |       | 59.779681, 18.527615 | 10004500950001 | Ladda upp en bild av detta fornminne      |
| Lohärad 95:2                 | Röse                        |              | Lohärad, Uppland    |       | 59.779526, 18.527731 | 10004500950002 | Ladda upp en bild av detta fornminne      |
| Lohärad 95:3                 | Stensättning                |              | Lohärad, Uppland    |       | 59.779423, 18.527975 | 10004500950003 | Ladda upp en bild av detta fornminne      |
| Lohärad 95:4                 | Stensättning                |              | Lohärad, Uppland    |       | 59.779437, 18.528158 | 10004500950004 | Ladda upp en bild av detta fornminne      |
| Lohärad 97:1                 | Gravfält                    |              | Lohärad, Uppland    |       | 59.802942, 18.538260 | 10004500970001 | Ladda upp en bild av detta fornminne      |
| Lohärad 98:1                 | Stensättning                |              | Lohärad, Uppland    |       | 59.792080, 18.596556 | 10004500980001 | Ladda upp en bild av detta fornminne      |
| Lohärad 98:2                 | Röse                        |              | Lohärad, Uppland    |       | 59.791980, 18.596147 | 10004500980002 | Ladda upp en bild av detta fornminne      |
| Lohärad 98:3                 | Stensättning                |              | Lohärad, Uppland    |       | 59.791823, 18.596105 | 10004500980003 | Ladda upp en bild av detta fornminne      |
| Lohärad 101:1                | Stensättning                |              | Lohärad, Uppland    |       | 59.810231, 18.572200 | 10004501010001 | Ladda upp en bild av detta fornminne      |
| Lohärad 103:1                | Gravfält                    |              | Lohärad, Uppland    |       | 59.777187, 18.556904 | 10004501030001 | Ladda upp en bild av detta fornminne      |
| Lohärad 104:1                | Stensättning                |              | Lohärad, Uppland    |       | 59.776969, 18.557659 | 10004501040001 | Ladda upp en bild av detta fornminne      |
| Lohärad 105:1                | Hög                         |              | Lohärad, Uppland    |       | 59.776408, 18.560366 | 10004501050001 | Ladda upp en bild av detta fornminne      |
| Lohärad 106:1                | Hällristning                |              | Lohärad, Uppland    |       | 59.776686, 18.560438 | 10004501060001 | Ladda upp en bild av detta fornminne      |
| Lohärad 107:1                | Gravfält                    |              | Lohärad, Uppland    |       | 59.781887, 18.541475 | 10004501070001 | Ladda upp en bild av detta fornminne      |
| Lohärad 109:1                | Stensättning                |              | Lohärad, Uppland    |       | 59.783828, 18.565108 | 10004501090001 | Ladda upp en bild av detta fornminne      |
| Lohärad 110:1                | Röse                        |              | Lohärad, Uppland    |       | 59.776441, 18.581683 | 10004501100001 | Ladda upp en bild av detta fornminne      |
| Lohärad 110:2                | Röse                        |              | Lohärad, Uppland    |       | 59.776205, 18.582119 | 10004501100002 | Ladda upp en bild av detta fornminne      |
| Lohärad 110:3                | Röse                        |              | Lohärad, Uppland    |       | 59.776125, 18.582289 | 10004501100003 | Ladda upp en bild av detta fornminne      |
| Lohärad 119:1                | Gravfält                    |              | Lohärad, Uppland    |       | 59.809910, 18.545130 | 10004501190001 | Ladda upp en bild av detta fornminne      |
| Lohärad 123:1                | Stensättning                |              | Lohärad, Uppland    |       | 59.823125, 18.553462 | 10004501230001 | Ladda upp en bild av detta fornminne      |
| Lohärad 123:2                | Stensättning                |              | Lohärad, Uppland    |       | 59.823159, 18.553821 | 10004501230002 | Ladda upp en bild av detta fornminne      |
| Lohärad 125:1                | Stensättning                |              | Lohärad, Uppland    |       | 59.776096, 18.555860 | 10004501250001 | Ladda upp en bild av detta fornminne      |
| Lohärad 126:1                | Hög                         |              | Lohärad, Uppland    |       | 59.774046, 18.552503 | 10004501260001 | Ladda upp en bild av detta fornminne      |
| Lohärad 127:1                | Röse                        |              | Lohärad, Uppland    |       | 59.775434, 18.548716 | 10004501270001 | Ladda upp en bild av detta fornminne      |
| Lohärad 127:2                | Röse                        |              | Lohärad, Uppland    |       | 59.775162, 18.549241 | 10004501270002 | Ladda upp en bild av detta fornminne      |
| Lohärad 129:1                | Röse                        |              | Lohärad, Uppland    |       | 59.858917, 18.463898 | 10004501290001 | Ladda upp en bild av detta fornminne      |
| Lohärad 129:2                | Stensättning                |              | Lohärad, Uppland    |       | 59.858874, 18.464355 | 10004501290002 | Ladda upp en bild av detta fornminne      |
| Lohärad 129:3                | Stensättning                |              | Lohärad, Uppland    |       | 59.858841, 18.465045 | 10004501290003 | Ladda upp en bild av detta fornminne      |
| Lohärad 129:4                | Stensättning                |              | Lohärad, Uppland    |       | 59.858847, 18.465260 | 10004501290004 | Ladda upp en bild av detta fornminne      |
| Lohärad 138:1                | Röse                        |              | Lohärad, Uppland    |       | 59.833605, 18.483530 | 10004501380001 | Ladda upp en bild av detta fornminne      |
| Lohärad 139:1                | Röse                        |              | Lohärad, Uppland    |       | 59.838785, 18.478561 | 10004501390001 | Ladda upp en bild av detta fornminne      |
| Lohärad 140:1                | Stensättning                |              | Lohärad, Uppland    |       | 59.838770, 18.477286 | 10004501400001 | Ladda upp en bild av detta fornminne      |
| Lohärad 145:1                | Stensättning                |              | Lohärad, Uppland    |       | 59.857854, 18.457680 | 10004501450001 | Ladda upp en bild av detta fornminne      |
| Lohärad 146:1                | Stensättning                |              | Lohärad, Uppland    |       | 59.858881, 18.455499 | 10004501460001 | Ladda upp en bild av detta fornminne      |
| Lohärad 147:1                | Röse                        |              | Lohärad, Uppland    |       | 59.858045, 18.456567 | 10004501470001 | Ladda upp en bild av detta fornminne      |
| Lohärad 148:1                | Stensättning                |              | Lohärad, Uppland    |       | 59.858184, 18.463268 | 10004501480001 | Ladda upp en bild av detta fornminne      |
| Lohärad 153:1                | Stensättning                |              | Lohärad, Uppland    |       | 59.858689, 18.457307 | 10004501530001 | Ladda upp en bild av detta fornminne      |
| Hummelberget (Lohärad 161:1) | Fornborg                    |              | Lohärad, Uppland    |       | 59.805006, 18.494382 | 10004501610001 | Ladda upp en bild av detta fornminne      |
| Lohärad 163:1                | Stensättning                |              | Lohärad, Uppland    |       | 59.849348, 18.468090 | 10004501630001 | Ladda upp en bild av detta fornminne      |
| Lohärad 164:1                | Stensättning                |              | Lohärad, Uppland    |       | 59.852139, 18.469009 | 10004501640001 | Ladda upp en bild av detta fornminne      |
| Lohärad 164:2                | Stensättning                |              | Lohärad, Uppland    |       | 59.852240, 18.468816 | 10004501640002 | Ladda upp en bild av detta fornminne      |
| Lohärad 164:3                | Stensättning                |              | Lohärad, Uppland    |       | 59.852191, 18.468661 | 10004501640003 | Ladda upp en bild av detta fornminne      |
| Lohärad 167:1                | Gravfält                    |              | Lohärad, Uppland    |       | 59.803491, 18.457748 | 10004501670001 | Ladda upp en bild av detta fornminne      |